# Stomylomyia nigrirostris
Stomylomyia nigrirostris är en tvåvingeart som beskrevs av Mario Bezzi 1925. Stomylomyia nigrirostris ingår i släktet Stomylomyia och familjen svävflugor. Inga underarter finns listade i Catalogue of Life.